# Johannes IX. (Jerusalem)
Johannes IX. († vor 1166 in Konstantinopel) war ein melchitisch-orthodoxer Exil-Patriarch von Jerusalem.
Johannes war zunächst Mönch, erst im palästinischen Mar Saba, danach vielleicht im Chrysostomos-Klosters bei Kutzuventi (Zypern). In Konstantinopel wurde er unter Kaiser Manuel I. Komnenos zum Nachfolger des Jerusalemer Patriarchen Nikolaos (zuletzt 1156 bezeugt) bestellt. Wie dieser residierte er wegen der Kreuzfahrer-Herrschaft über Jerusalem (1099–1187) im Konstantinopler Exil, näherhin im kaiserlichen Kloster des hl. Diomedes („Neu-Zion“) in der Nähe des Goldenen Horns. Erwähnt wird Johannes IX. erstmals am 12. Mai 1157 als Teilnehmer eine Synode, die zur Absetzung des antiochenischen Patriarch-Electus Soterichos Panteugenos führte. 1166 amtierte Johannes’ Nachfolger Nikephoros II. Über Johannes’ Todesdatum liegen keine genaueren Informationen vor.
Johannes IX. ist wahrscheinlich identisch mit dem Jerusalemer Patriarchen Johannes Merkuropulos, der die Doppelvita (BHG 395) der Hymnendichter Johannes von Damaskos und Kosmas von Maiuma verfasste.